# Acianthus fornicatus
Acianthus fornicatus är en orkidéart som beskrevs av Robert Brown. Acianthus fornicatus ingår i släktet Acianthus och familjen orkidéer. Inga underarter finns listade i Catalogue of Life.

## Bildgalleri

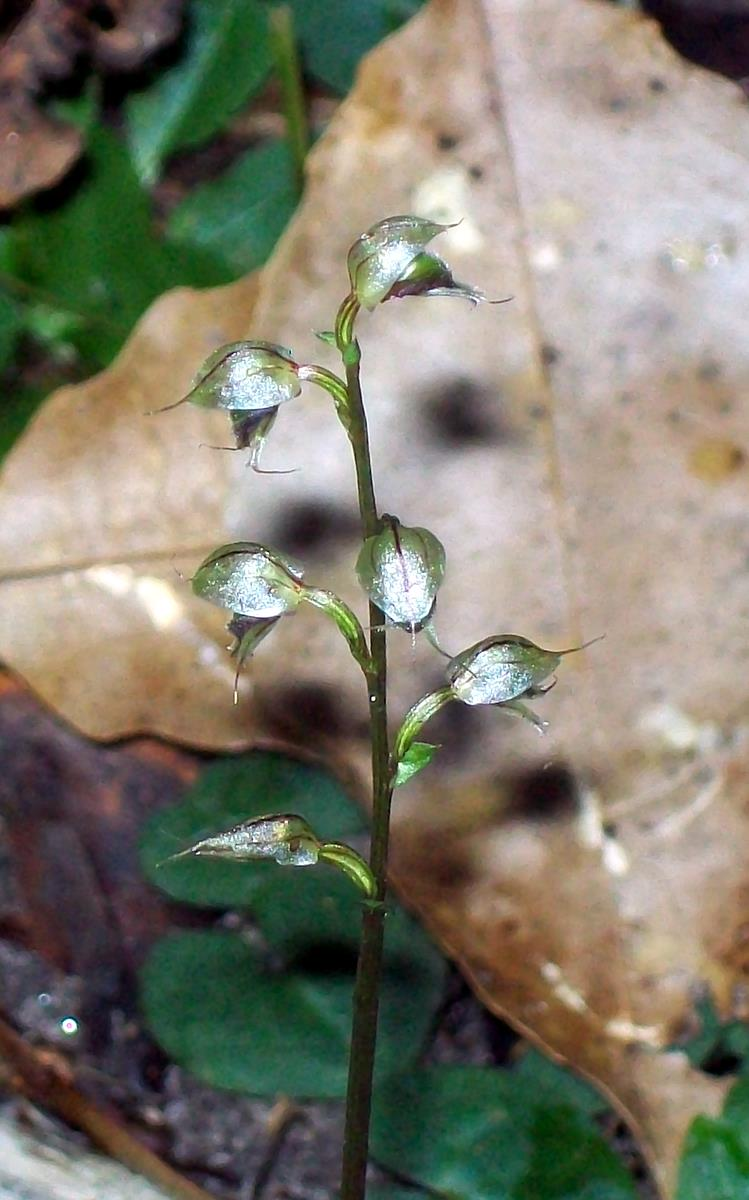
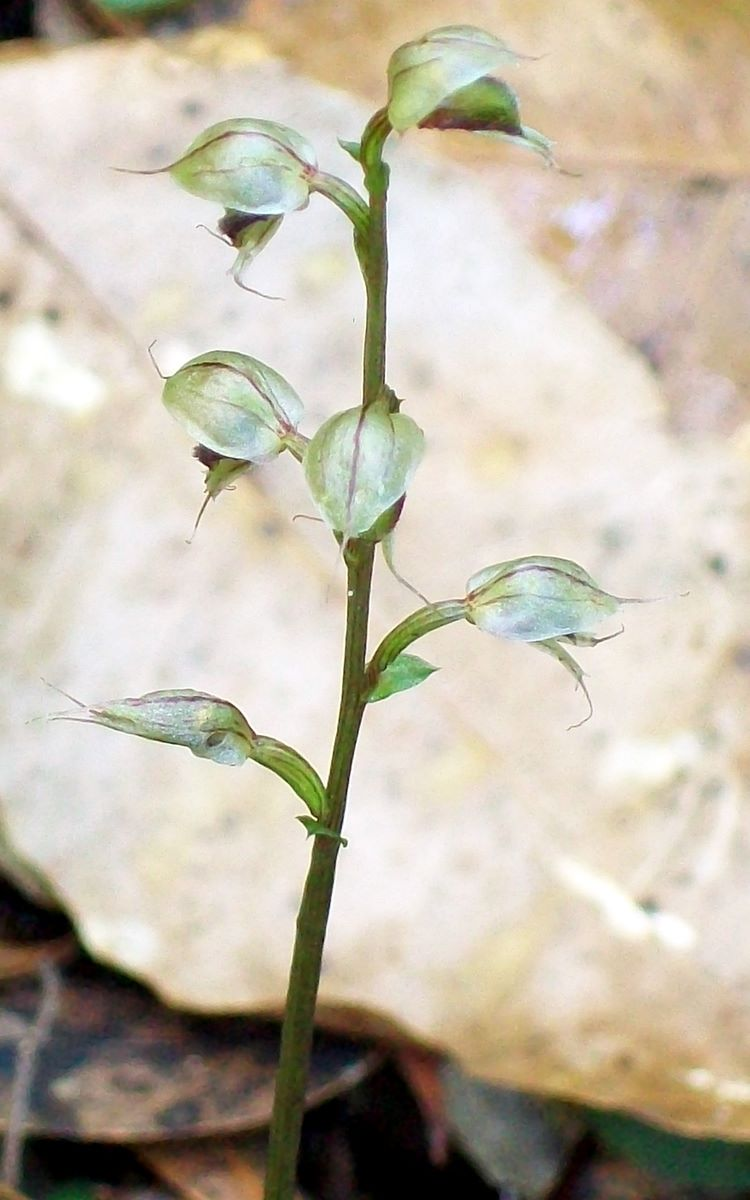